# Cracker Island
Cracker Island este al optulea album de studio al trupei virtuale britanice Gorillaz . A fost lansat pe 24 februarie 2023 prin Parlophone și Warner Records . Include colaborări cu Stevie Nicks, Adeleye Omotayo, Thundercat, Tame Impala, Bad Bunny, Bootie Brown și Beck . Cracker Island a primit în mare parte recenzii pozitive și a devenit primul album Gorillaz care a ajuns pe primul loc în UK Albums Chart de la Demon Days (2005). O ediție extinsă a albumului a fost lansată pe 27 februarie, cu cinci piese suplimentare, inclusiv „Crockadillaz” cu De La Soul și Dawn Penn .

## Începutul lucrărilor
Majoritatea lucrărilor de pe album au început în 2021. „Tormenta”, o melodie realizată în colaborare cu Bad Bunny, a fost prima finalizată. Inițial, a fost intenționat să fie single-ul principal al celui de-al doilea sezon al serialului web Song Machine, înainte ca proiectul să fie abandonat în favoarea unui album de studio tradițional (aceeași soarta a avut-o și „ New Gold ”, care avea să devină al doilea single al albumului).   Potrivit lui Damon Albarn, colaborator permanent pentru Gorillaz, noul album era fost deja finalizat în mai 2022.  Producător, multi-instrumentist și compozitor american Greg Kurstin a servit ca producător principal al discului, alături de producătorul britanic Remi Kabaka Jr.  Piesa „Baby Queen” a fost inspirată de o întâlnire din 1997 pe care Albarn a avut-o cu Prințesa Siribha Chudabhorn. la un concert Blur din Bangkok. 

## Promovare
De pe album au fost lansate șase single-uri. Gorillaz a lansat primul single " Cracker Island " (cu basistul Thundercat) pe 22 iunie 2022.  Odată cu lansarea single-ului, Gorillaz a anunțat că trupa va continua EP-ul Meanwhile cu un nou album complet. Numele a fost anunțat ca Cracker Island, data lansării, artwork-ul și tracklistul fiind dezvăluite pe 31 august, alături de lansarea celui de-al doilea single, „New Gold”, (cu Tame Impala și Bootie Brown).   Cel de-al treilea single, „Baby Queen”, a fost lansat pe coloana sonoră FIFA 23 pe 30 septembrie, după o ''scurgere de informații'' la începutul aceleași luni.  Ulterior, a fost lansat oficial ca single pe 4 noiembrie.  Cel de-al patrulea single, „Skinny Ape”, a fost lansat pe 8 decembrie, alături de anunțul a două spectacole virtuale în Times Square și Piccadilly Circus pe 17 respectiv, 18 decembrie.  Cel de-al cincilea single, „Silent Running” (cu Adeleye Omotayo) a fost lansat pe 27 ianuarie 2023, cu un videoclip muzical lansat pe 8 februarie.  
O ediție extinsă a albumului a fost lansată pe 27 februarie, cu cinci piese suplimentare: „Captain Chicken” cu Del the Funky Homosapien, „Controllah” cu MC Bin Laden, „Crockadillaz” cu De La Soul (cu regretatul Trugoy the Dove ) și Dawn Penn, o versiune cantata la pian de 2D a single-ului „Silent Running” cu Adeleye Omotayo și un remix de Dom Dolla din „New Gold” cu Tame Impala și Bootie Brown.  

## Recepție critică
Cracker Island a primit recenzii în general pozitive din partea criticilor la lansare. Pe Metacritic, care atribuie un rating normalizat din 100 recenziilor din publicațiile profesionale, lansarea a primit un scor mediu de 80, pe baza a 23 de recenzii, indicând recenzii în general favorabile.
Revizuind albumul pentru AllMusic, Stephen Thomas Erlewine l-a numit „mai puțin o explorare a noului teritoriu sonor, atât de mult, cât este o reafirmare a punctelor sale forte” și a simțit că „există o energie curată și eficientă care propulsează Cracker Island, care dă albumului un puls proaspăt." Scriind pentru Clash, Emma Harrison a susținut că „acest album cu zece piese de la Gorillaz seamănă mai mult cu un sprint decât cu un maraton pe cel de-al optulea album de studio al virtuozilor virtuali” și a considerat că, „în ciuda lungimii sale mici, „Cracker Island”. ' are un pumn al naibii și se întinde pe genuri în lung și în lat.”  În DIY, Lisa Wright a declarat albumul „foarte mult o piesă de teatru care dă prioritate conceptului și narațiunii, rezultând una dintre cele mai reținute și contemplative lansări ale lui Gorillaz de până acum - una care poate atrage fanii lucrării solo a lui Albarn mai mult decât devotații maimuțelor sale si a lor incursiuni de genuri.” 

Într-o evaluare mai mixtă de la Pitchfork, Ben Cardew a spus că albumul „merge pe o linie foarte subțire între a cânta la punctele forte ale trupei și a te baza prea mult pe trucuri vechi”.  Paul Attard a fost, de asemenea, critic în recenzia pentru Slant Magazine : „Când este lăsat în voia lui (și lipsit de mulțimea obișnuită de oaspeți aprobați de Tumblr ), Albarn creează unele dintre cele mai remarcabile materiale de pe Cracker Island, deși unele tot variază foarte mult în calitate. Cântece precum „Tarantula” și „Skinny Ape” produse de Greg Kurstin, deși conțin în continuare câteva pasaje inutile (cel mai evident defalcarea ska a acestuia din urmă), sunt relativ simple și produse curat. Exemplu si mai bun este „Baby Queen”, o piesă superbă de dream-pop care reduce cele mai proaste tendințe teatrale ale lui Albarn.” 

## Lista de piese
Toate melodiile sunt scrise și compuse de Damon Albarn and Greg Kurstin si produse de Greg Kurstin și Gorillaz, excepție fac melodiile unde este notat. 
| Cracker Island  |                                                                         |                                  |         |  |
| Nr.             | Titlu                                                                   | Producator(i)                    | Lungime |  |
| 1.              | „Cracker Island” (împreuna cu Thundercat)                               | Kurstin Gorillaz Remi Kabaka Jr. | 3:33    |  |
| 2.              | „Oil” (împreuna cu Stevie Nicks)                                        | Kurstin Gorillaz Kabaka          | 3:50    |  |
| 3.              | „The Tired Influencer”                                                  |                                  | 3:31    |  |
| 4.              | „Silent Running” (împreuna cu Adeleye Omotayo)                          |                                  | 4:26    |  |
| 5.              | „New Gold” (împreuna cu Tame Impala și Bootie Brown)                    | Kurstin Gorillaz Parker          | 3:35    |  |
| 6.              | „Baby Queen”                                                            | Kurstin Gorillaz Kabaka          | 3:40    |  |
| 7.              | „Tarantula” (Poziționat melodia a 4-a pe varianta pe vinil a albumului) |                                  | 3:31    |  |
| 8.              | „Tormenta” (împreuna cu Bad Bunny)                                      | Gorillaz Kabaka Tainy            | 3:13    |  |
| 9.              | „Skinny Ape”                                                            |                                  | 4:41    |  |
| 10.             | „Possession Island” (împreuna cu Beck)                                  |                                  | 3:26    |  |
| Lungime totală: | Lungime totală:                                                         | Lungime totală:                  | 37:26   |  |

## Personal
Credite adaptate din notele de linie.
Muzicieni
- Damon Albarn – voce (all tracks), sintetizatoare (tracks 1–7, 9–10), chitară electrică (tracks 2, 9), pian (tracks 3–4, 7, 10), bas, clape (track 8), chitară acustică (track 9), Mellotron (track 10)
- Greg Kurstin – clape (tracks 1–9), sintetizatoare (tracks 1–7, 9–10), tobe (tracks 1–4, 6–7, 9), percuție (tracks 1–3, 5–7, 9), bas (tracks 2–7, 10), chitare electrice (tracks 3–4, 6–7, 10), pian (tracks 3–4, 6), marimba (track 3), chitare (track 5), vibrafon (tracks 6, 10), congas (track 7),  Mellotron, chitară acustică, orgă cu pompă (track 10)
- Thundercat – voce, bas (track 1)
- Stevie Nicks – voce (track 2)
- Adeleye Omotayo – voce (track 4)
- Tame Impala – voce, sintetizatoare, bas, chitară, tobe, Wurlitzer (track 5)
- Bootie Brown – voce (track 5)
- Bad Bunny – voce, clape, percuție (track 8)
- Remi Kabaka Jr. – programare tobe, percuție (track 8)
- Tainy – programare tobe (track 8)
- Beck – voce (track 10)

Tehnic
- Damon Albarn – producție
- Greg Kurstin – inginerie (all tracks), producție (tracks 1–7, 9–10)
- Remi Kabaka Jr. – producție (tracks 1–2, 6, 8)
- Kevin Parker - producție, inginerie (track 5)
- Tainy – producție (track 8)
- Samuel Egglenton – inginerie
- Julian Burg – inginer
- Matt Tuggle – inginerie
- Henri Davies – inginerie (tracks 2–3, 6, 10)
- Joel Workman – inginerie (track 2)
- David Reitzas – inginerie (track 5)
- Federico Fogolia – inginerie (track 5)
- Tim Visser – inginerie (track 8)
- Mark "Spike" Stent – amestecare
- Matt Wolach – asistență la mixare
- Stephen Sedgwick – asistență la mixare (track 8)
- Randy Merrill – mastering

Copertă
- Jamie Hewlett – copertă, design
- Stars Redmond – asistență

## Top-uri
safsaasdsadsadsa
| Clasament (2023)                       | Pozitie maximă |
| -------------------------------------- | -------------- |
| Australian Albums (ARIA)               | 2              |
| Austrian Albums (Ö3 Austria)           | 3              |
| Belgian Albums (Ultratop Flanders)     | 2              |
| Belgian Albums (Ultratop Wallonia)     | 3              |
| Canadian Albums (Billboard)            | 6              |
| Croatian International Albums (HDU)    | 1              |
| Danish Albums (Hitlisten)              | 8              |
| Dutch Albums (Album Top 100)           | 13             |
| French Albums (SNEP)                   | 3              |
| German Albums (Offizielle Top 100)     | 2              |
| Hungarian Albums (MAHASZ)              | 2              |
| Irish Albums (OCC)                     | 1              |
| Italian Albums (FIMI)                  | 17             |
| Japanese Albums (Oricon)               | 49             |
| Japanese Digital Albums (Oricon)       | 15             |
| Japanese Hot Albums (Billboard Japan)  | 34             |
| Lithuanian Albums (AGATA)              | 16             |
| New Zealand Albums (RMNZ)              | 1              |
| Norwegian Albums (VG-lista)            | 15             |
| Polish Albums (ZPAV)                   | 6              |
| Scottish Albums (OCC)                  | 2              |
| Spanish Albums (PROMUSICAE)            | 8              |
| Swedish Albums (Sverigetopplistan)     | 19             |
| Swiss Albums (Schweizer Hitparade)     | 4              |
| Swiss Albums (Romandia) (lescharts.ch) | 1              |
| UK Albums (OCC)                        | 1              |
| US Billboard 200                       | 3              |
| US Top Alternative Albums (Billboard)  | 1              |
| US Top Rock Albums (Billboard)         | 1              |